# Yixingbu
Yixingbu (kinesiska: 宜兴埠, 宜兴埠镇)  är en köping i Kina. Den ligger i storstadsområdet Tianjin, i den norra delen av landet, nära eller i stadens centrum. Antalet invånare är 41 985. Befolkningen består av 19 692 kvinnor och 22 293 män. Barn under 15 år utgör 8,0 %, vuxna 15-64 år 83 %, och äldre över 65 år 7,0 %.